# Barbórka (film)
Barbórka z cyklu Święta polskie – polski film fabularny z 2005 roku w reżyserii Macieja Pieprzycy, na podstawie scenariusza Bartosza Kurowskiego.

## Obsada
- Leszek Piskorz − dyrektor
- Marcin Dorociński − Jakub
- Iwona Sitkowska − Basia
- Tadeusz Madeja − ojciec Basi
- Grażyna Zielińska − matka Basi
- Artur Święs − Witek, brat Basi
- Barbara Lubos-Święs − Eleonora, żona Witka
- Jolanta Niestrój-Malisz − Krysta
- Krzysztof Wieczorek − mąż Krysty
- Amelia Radecka − Księżniczka
- Robert Lubawy − chłopak Księżniczki
- Krzysztof Respondek − Krystian
- Aleksandra Zawalska − Aniela
- Magdalena Smalara − Marysia
- Grażyna Bułka − Gizela
- Zbigniew Stryj − Hubert
- Mariusz Kiljan − Markus
- Robert Talarczyk − Andrzej
- Wiesław Kupczak − kierownik hotelu
- Grzegorz Stasiak − górnik pod windą
- Jacek Borusiński − pijany górnik
- Robert Czebotar − reżyser telewizyjny
- Anna Samusionek − Hania, aktorka w serialu
- Cezariusz Chrapkiewicz − stary fotograf

## Fabuła
Aby uświetnić obchody Barbórki, dyrektor kopalni (Leszek Piskorz) zaprasza na akademię gwiazdora telenoweli - Jakuba Skowierskiego (Marcin Dorociński). Powitać aktora ma Basia (Iwona Sitkowska), pracownica kopalni. W ten sposób spotykają się ze sobą dwa różne światy: pozytywnie nastawieni warszawiacy i tradycyjni Ślązacy.

## Nagrody
- 2005 - nagroda Stowarzyszenia Filmowców Polskich (Gdynia):
  - dla Macieja Pieprzycy za twórcze przedstawienie współczesności FFF